# 西条町下三永
西条町下三永(さいじょうちょうしもみなが)とは、広島県東広島市の大字。全域で住居表示未実施である。

## 概要
西条地区の南寄りに位置する。北に西条町御薗宇と西条町助実、東に西条町上三永と竹原市、南に安芸津町に面する。このほか、三永の全域を囲っている。
町内にある三永水源地堰堤は桜や藤棚の名所としても知られる。
地名は「みなかみ」の略に由来すると考えれれている。中世までは上三永とは区別されず、「三永」として一まとめに扱われていた。

## 沿革
- 1889年（明治22年）4月1日 - 町村制施行。賀茂郡下三永村が単独で村制施行する。大字は編成されなかった[2][3]。
- 1955年（昭和30年）1月1日 - 下三永村が西条町に吸収合併される。旧下三永村域は「下三永」として西条町の大字となる[2][3]。
- 1974年（昭和49年）4月20日 - 西条町が周辺3町と合併し、東広島市が発足。下三永は「西条町下三永」として東広島市の大字となる[2][4]。
- 1988年（昭和63年）3月13日 - 町内に東広島駅が開業[5]。
- 2000年（平成12年）2月28日：東広島駅周辺が「三永」として西条町下三永から分離され、住居表示が実施される[6]。

## 交通

### 鉄道
山陽新幹線が通るが、駅はない。2000年2月28日までは東広島駅が町内にあったが、住居表示実施に伴い町外となった。

### バス
JRバス中国と芸陽バスが地区内を走る路線バスを運行している。

#### JRバス中国・芸陽バス共同運行
- 東広島駅 - 広島大学[注釈 2]

#### JRバス中国
- 西条駅 - 東広島駅・広島国際大学

#### 芸陽バス
- 西条駅 - 東広島駅 - 竹原駅
- 近畿大学 - 西条駅 - 東広島駅 - 安芸津駅

### 道路

#### 高速道路
- 東広島呉自動車道 - 下三永福本IC

IC施設は西条町福本にあるが、入口となる交差点は町内にある。

#### 一般国道
- 国道2号 - 西条バイパス

#### 主要地方道
- 広島県道32号安芸津下三永線

#### 一般地方道
- 広島県道331号下三永吉川線

## 施設・名所など
- 三永水源地堰堤 - 呉市が管理している。
- 広島カンツリー倶楽部西条コース - ゴルフ場
- 東広島市立三永小学校
- 三永歴史民俗資料館
- 広島大学東広島天文台
- 福成寺

## 学区
公立小学校に通学する場合、住んでいる場所に応じて三永小学校か板城小学校のいずれかに進学することになる。いずれの小学校に入学した場合でも、進学先の中学校は向陽中学校である。

## 世帯数・人口
2024年9月末での世帯数は916世帯、人口は2063人である。